# Copelatus spoliatus
Copelatus spoliatus är en skalbaggsart som beskrevs av Guignot 1955. Copelatus spoliatus ingår i släktet Copelatus och familjen dykare. Inga underarter finns listade i Catalogue of Life.